# 자가항체
자가항체(自家抗體, 영어: autoantibody)는 자기 자신의 체성분에 대해 특이적으로 반응하여 면역 체계에 의해 생성되는 항체(단백질의 한 유형)이다. 많은 자가면역질환(특히, 홍반루푸스)은 이러한 자가항체에 의해 발생한다.

## 같이 보기
- 항체
- 항원